# Острів Сибірякова (Японське море)
О́стрів Сибіряко́ва (рос. Остров Сибирякова) — невеликий острів у затоці Петра Великого Японського моря. Знаходиться за 4,5 км на південний схід від мису Чирок та за 5,5 км на північний схід від півострова Клерка при вході до бухти Баклан. Адміністративно належить до Хасанського району Приморського краю Росії.

## Географія
Острів видовженої неправильної форми, з вузьким півостровом на сході. Протяжність острова з північного сходу на південний захід становить 1,8 км, ширина 1,2 км. Острів вкритий більшою частиною широколистими лісами. Береги скелясті та стрімкі. На сході в берег вдається бухта, вхідні миси якої скелясті та обривисті. Глибина при вході до бухти 8-10 м і поступово зменшується. На південь від східного мису розташовані гостроконечні кекури.

## Історія
Острів досліджений та нанесений на карту експедицією підполковника корпусу флотських штурманів Василя Бабкіна в 1862–1863 роках з борту корвета «Калевала». Названий на честь судового лікаря Ксенофонта Сибірякова.